# Fibra sintètica

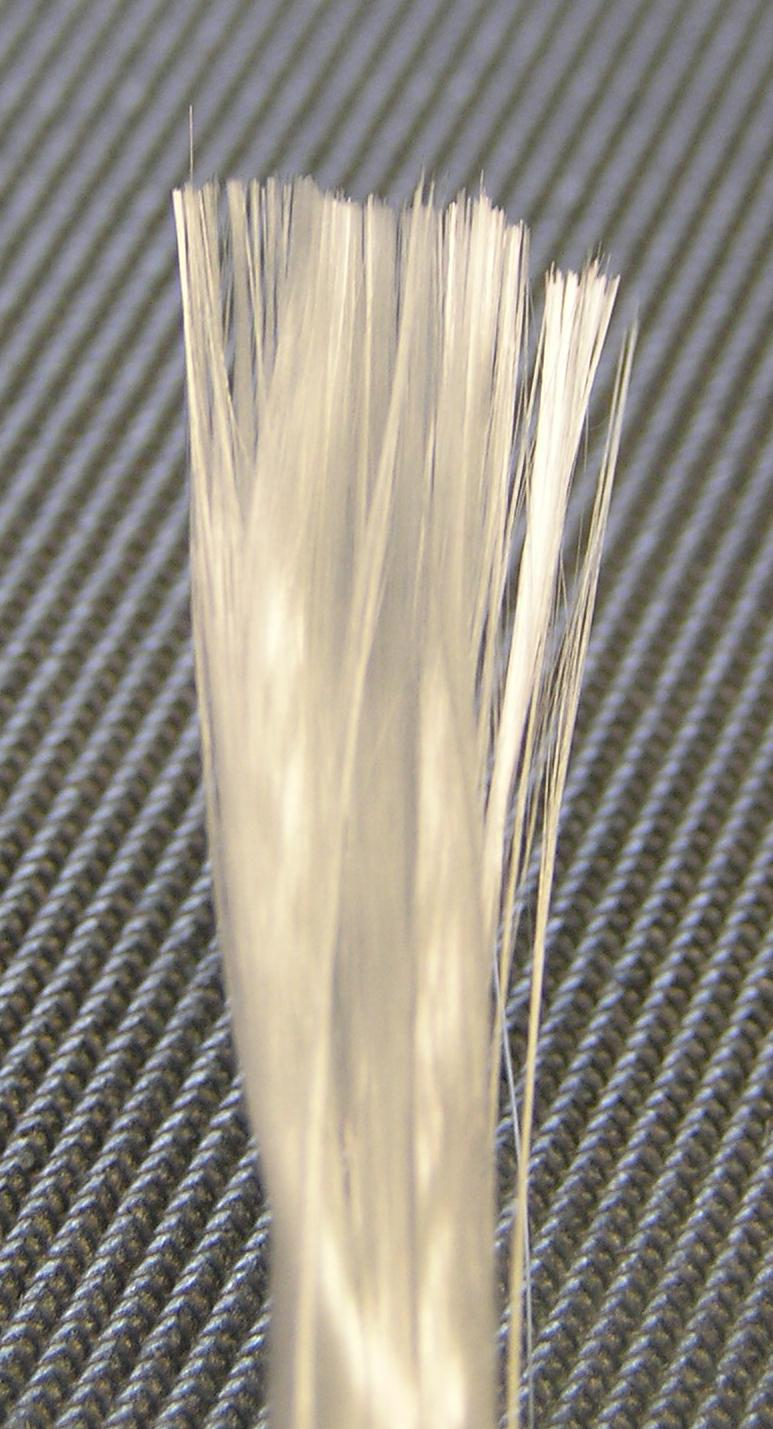
La fibra de vidre és artificial però no sintètica.

Les fibres sintètiques són el resultat de la recerca científica per tal de voler millorar les fibres naturals que proporcionen algunes plantes i animals. En general les fibres sintètiques es creen forçant, normalment per extrusió les fibres. Anteriorment al descobriment de les fibres sintètiques es feien fibres de la cel·lulosa vegetal. Les fibres sintètiques s'obtenen de tres fonts principals: la cel·lulosa, el petroli i els minerals.
Actualment les fibres sintètiques representen la meitat de les fibres que s'utilitzen. Dominen el mercat el nylon, polièsters, acrílics i poliolefines. Aquests quatre tipus de fibres representen el 98% en volum de la producció de fibres sintètiques, el polièster sol representa el 60%.

## Història
El 1845,Christian Schönbein descobrí accidentalment la nitrocel·lulosa. A partir d'aquest compost John Wesley Hyatt sintetitzà el cel·luloide, amb la qual cosa s'inciaà l'era dels polímers.
La primera fibra artificial, encara que no sintètica, ja que va ser obtinguda de la fusta natural, va ser la seda artificial que va passar a ser coneguda com a viscosa el 1894 i finalment com rayon el 1924. Un producte similar conegut com a acetat de cel·lulosa va ser descobert l'any 1865. El Nylon, va ser la primera fibra sintètica pròpiament dita. Va aparèixer als Estats Units durant la Segona Guerra Mundial en substitució de la seda de les mitges i també amb usos militars.

## Algunes fibres sintètiques
- Vinyon (1939)
- Saran (1941)
- Spandex (1959)
- Vinalon (1939)
- Aramids (1961) - conegut com a Nomex, Kevlar i Twaron
- Raió (1960's)
- Dyneema/Spectra (1979)
- PBI (Polybenzimidazole fiber) (1983)
- Sulfar (1983)
- Lyocell (1992)
- PLA (2002)
- M-5 (PIPD fiber)
- Orlon
- Zylon (PBO fiber)
- Vectran (TLCP fiber)
- Derclon